# Voetbal in Spanje
Voetbal is een nationale sport in Spanje. Het wordt in clubverband gespeeld sinds het laatste decennium van de 19e eeuw. Het veldvoetbal bij de mannen is het populairst en kan op de meeste belangstelling rekenen, maar ook vrouwenvoetbal en zaalvoetbal worden georganiseerd. De top van de Spaanse clubs, het nationaal elftal en de nationale competitie behoren tot de beste van de wereld. Er bestaan duizenden clubs waar gevoetbald wordt in competitieverband. Vooral het profvoetbal kan op enorme belangstelling rekenen in de pers en in live-uitzendingen op televisie. Als recreatief spel buiten de ingerichte competities is voetbal, met minder strikte regels, enorm populair bij jongeren.

## Geschiedenis

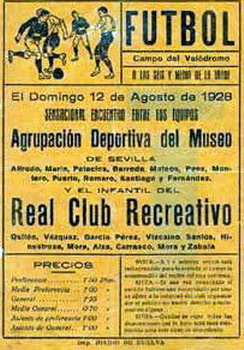
Voetbalaffiche uit 1928

Het voetbal werd aan het einde van de 19e eeuw geïntroduceerd in Spanje door Engelse arbeiders en zeelieden. Recreativo Huelva was in 1889 de eerste voetbalclub die werd opgericht, gevolgd door Athletic Bilbao (1898) en FC Barcelona (1899) (zie ook: Lijst van Spaanse voetbalclubs naar jaar van oprichting). RCD Espanyol was in 1900 de eerste voetbalclub die door Spanjaarden werd opgericht. In hetzelfde jaar ging met de Copa Macaya, het eerste Catalaanse kampioenschap, de eerste competitie van start in Spanje. In 1902 werd de Copa del Rey opgericht, een landelijke bekercompetitie waarvoor de clubs zich via de verschillende regionale competities plaatsten. In het seizoen 1928/1929 werd gestart met de Primera División, de landelijke competitie. In 1955 werden de eerste Europese competities, de Champions Cup en de Jaarbeursstedenbeker, opgericht en de Spaanse clubteams domineerden de Europa Cups in de beginjaren. In deze periode won het Spaans nationaal elftal tevens de eerste hoofdprijs in de historie: het Europees kampioenschap 1964.
Halverwege de jaren zestig verdween de Spaanse dominantie in Europa. Na Europese clubsuccessen en een tweede plaats van het nationaal elftal op het EK 1984 in de jaren tachtig, groeide het Spaanse clubvoetbal aan het einde van de jaren negentig uit tot het sterkste van Europa: de Primera División kreeg de hoogste klassering op de UEFA-ranglijst en de clubs wonnen meerdere Europese prijzen. Spanje had in 2000 de primeur toen met Real Madrid en Valencia CF voor het eerst twee teams uit hetzelfde land in de finale van de UEFA Champions League stonden. Na jarenlang teleurstellend gepresteerd te hebben, won het nationaal elftal in 2008 de tweede Europese titel.
Naast verschillende lokale rivaliteiten zoals de Derby van Barcelona, de Derby van Madrid en de Derby van Sevilla, worden de wedstrijden tussen FC Barcelona en Real Madrid door de sportieve en politieke achtergrond gezien als de grootste en belangrijkste wedstrijden van Spanje. De onderlinge duels worden aangeduid als El Clásico.

## Voetbalbonden
De voetbalclubs zijn in Spanje verenigd in verschillende voetbalbonden. De Real Federación Española de Fútbol (RFEF), onder leiding van Luis Manuel Rubiales Béjar, is het nationale bestuursorgaan en organiseert twee bekercompetities (de Copa del Rey en de Supercopa de España), het derde niveau van het Spaans voetbal (de Segunda División B) en is verantwoordelijk voor het Spaans voetbalelftal. De Liga de Fútbol Profesional (LFP), onder leiding van Javier Tebas Medrano, is door de 42 belangrijkste voetbalclubs samengesteld en maakt deel uit van de RFEF, maar is autonoom in zijn organisatie en werking. Zij is verantwoordelijk voor de organisatie van de professionele staatsvoetbalcompetities Primera División en Segunda División A, in coördinatie met de RFEF.  De organisatie van de regionale competities (vanaf Tercera División) en bekertoernooien is in handen van de regionale voetbalbonden, zoals de Catalaanse Federació Catalana de Futbol.

## Nationale ploeg

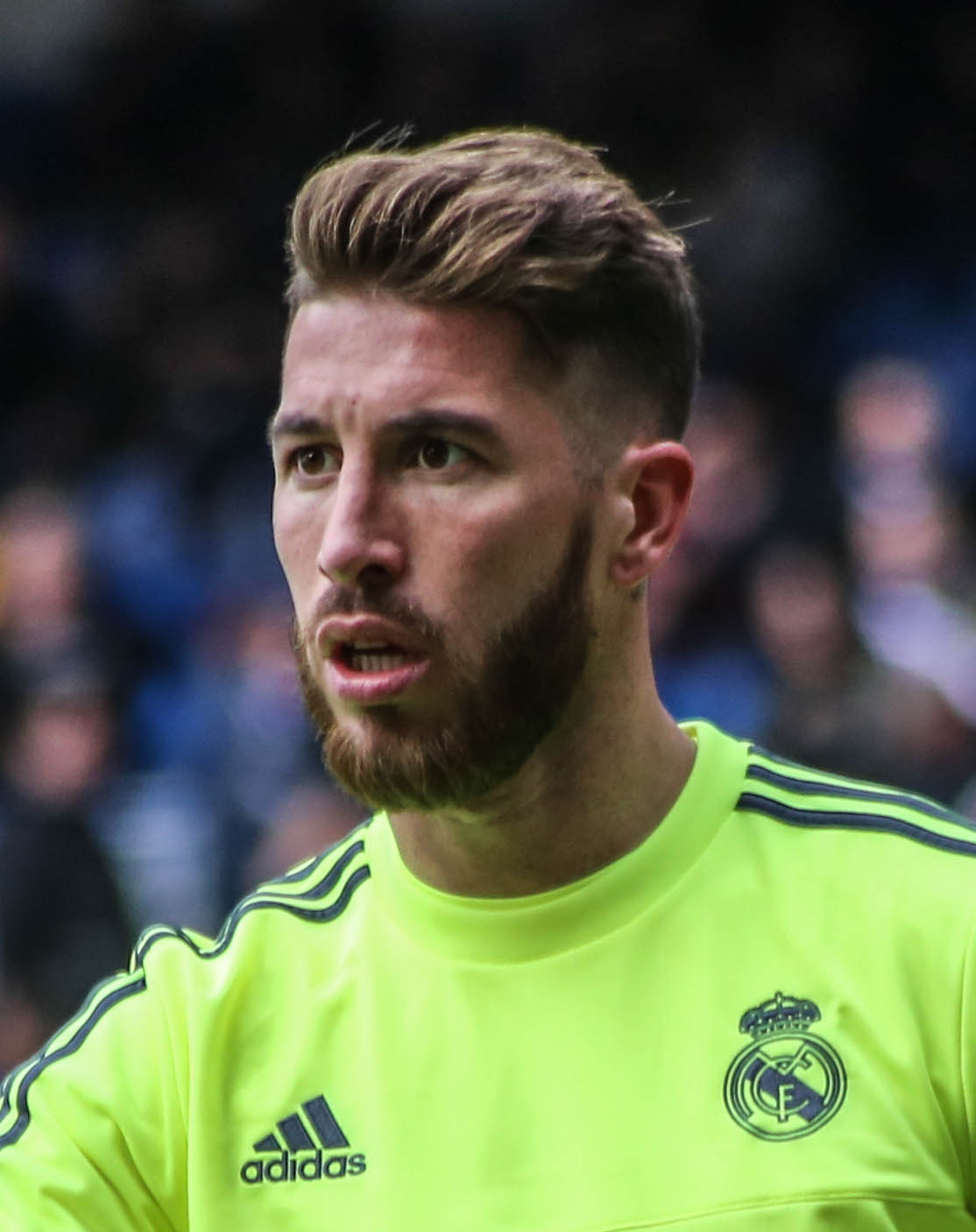
Sergio Ramos is de speler met de meeste interlands voor het Spaanse elftal.

Het Spaans nationaal elftal staat bekend onder de bijnamen La Selección (De Selectie) en La Furia Roja (De Rode Furie). De eerste interland werd op 28 augustus 1920 in Brussel gespeeld tegen Denemarken (1-0 winst). 
Het Spaans nationaal elftal nam zestien keer deel aan een wereldkampioenschap, waarvan de eerste keer was in 1934. Spanje is tot tenminste de zomer van 2026 toe één keer wereldkampioen geworden, in de finale van het wereldkampioenschap voetbal 2010 in Zuid-Afrika wonnen ze met 1-0 van het Nederlands voetbalelftal na verlenging. 
Verder was het Spaans nationaal elftal twaalf keer aanwezig op een Europees kampioenschap. In 1964 won Spanje in eigen land het toernooi voor de eerste keer en ook in 2008, 2012 en 2024 werd door Spanje gewonnen. 
Ook het voetbaltornooi van de Olympische spelen werd twee keer gewonnen.  De eerste maal was in eigen land tijdens Olympische Zomerspelen 1992, nadat de finale in Camp Nou met 3-2 gewonnen werd tegen Polen.  De tweede tornooiwinst werd behaald tijdens de Olympische Zomerspelen 2024 in Parijs, waar het thuisland na verlengingen met 5-3 verslagen werd.
De Spaanse jeugdelftallen presteren over het algemeen beter dan het eerste elftal met diverse Europese en mondiale titels. 
Recordinternational van Spanje is kapitein Sergio Ramos (180 interlands) en alltimetopscorer met 59 doelpunten is David Villa.

## Clubs

### Benaming
De meeste Spaanse clubs kiezen hun naam naar de stad, gemeente of locatie waar de ploeg de thuisbasis heeft. Sommige clubs mogen verder hun clubnaam laten voorafgaan door Real (of Reial voor RCD Espanyol), Spaans voor Koninklijk.
Naast deze elementen nemen de meeste clubs in hun naam ook een (vaak afgekort) voorvoegsel of achtervoegsel op in het Spaans, Catalaans of Baskisch. Bij verschillende clubs uit het zuiden van Spanje is het achtervoegsel Balompié populair, een oud Spaans woord voor voetbal. Dit is een korte lijst met enkele populaire toevoegingen:
| Spaans | Spaans                     | Catalaans | Catalaans                  | Nederlandse vertaling       | Nederlandse vertaling |
| ------ | -------------------------- | --------- | -------------------------- | --------------------------- | --------------------- |
| CD     | Club Deportivo             | CE        | Club Esportiu              | Sportclub                   |                       |
| CF     | Club de Fútbol             | CF        | Club de Futbol             | Voetbalclub                 |                       |
| FC     | Fútbol Club                | FC        | Futbol Club                | Voetbalclub                 |                       |
| RCD    | Real Club Deportivo        | RCD       | Reial Club Deportiu        | Koninklijke Sportclub       |                       |
| UD     | Unión Deportiva            | UE        | Unió Esportiva             | Sportunie                   |                       |
| AD     | Agrupación Deportiva       | AE        | Agrupació Esportiva        | Sportgroep                  |                       |
| CA     | Club Atlético              | CA        | Club Atlètic               | Atletiekclub                |                       |
| SAD    | Sociedad Anónima Deportiva | SAE       | Societat Anònima Esportiva | Naamloze Sportvennootschap  |                       |
| SD     | Sociedad Deportiva         | SE        | Societat Esportiva         | Sportvereniging             |                       |
| RSD    | Real Sociedad Deportiva    |           | komt niet voor             | Koninklijke Sportvereniging |                       |

### Europese resultaten
Atlético Madrid, FC Barcelona, Real Madrid, Real Zaragoza, Sevilla FC en Valencia CF zijn de Spaanse clubs die een Europese beker op hun prijzenlijst hebben staan. Real Madrid en FC Barcelona zijn met zeventien Europese titels de meest succesvolle clubs in Europa. Dit is een lijst van Europese winnaars per competitie:
- Champions Cup/UEFA Champions League:
  - Real Madrid (1956, 1957, 1958, 1959, 1960, 1966, 1998, 2000, 2002, 2013, 2016, 2017, 2018, 2022, 2024)
  - FC Barcelona (1992, 2006, 2009, 2011, 2015)
- Beker voor Bekerwinnaars:
  - FC Barcelona (1979, 1982, 1989, 1997)
  - Atlético Madrid (1962)
  - Real Zaragoza (1995)
  - Valencia CF (1980)
- Jaarbeursstedenbeker:
  - FC Barcelona (1958, 1960, 1966)
  - Valencia CF (1962, 1963)
  - Real Zaragoza (1964)
- UEFA Cup:
  - Real Madrid (1985, 1986)
  - Valencia CF (2004)
  - Sevilla FC (2006, 2007)
- UEFA Super Cup:
  - FC Barcelona (1992, 1997, 2009, 2011, 2015)
  - Valencia CF (1981, 2005)
  - Real Madrid (2002, 2014, 2016, 2017)
  - Sevilla FC (2006)
  - Atlético Madrid (2010, 2012, 2018)
- UEFA Europa League:
  - Atlético Madrid (2010, 2012, 2018)
  - Sevilla FC (2014, 2015, 2016, 2020, 2023)
  - Villareal CF (2021)

### Mondiale resultaten
Athletic Bilbao, Atlético Madrid, FC Barcelona, Real Madrid en Valencia CF zijn de Spaanse clubs die een mondiale beker op hun prijzenlijst hebben staan.
- Pequeña Copa del Mundo:
  - Real Madrid (1952, 1956)
  - Athletic Bilbao (1967)
  - FC Barcelona (1957)
  - Valencia CF (1966)
- Intercontinental Cup:
  - Real Madrid (1960, 1998, 2002)
  - Atlético Madrid (1974)
- Wereldkampioenschap voor clubs:
  - FC Barcelona (2009, 2011, 2015)
  - Real Madrid (2014, 2016, 2017, 2018, 2022)

## Organisatie
Het Spaanse voetbal kent meerdere landelijke en regionale divisies. De Primera División is de hoogste Spaanse divisie en telt twintig clubs. De winnaar van de Primera División kroont zich tot landskampioen en de drie laagst geklasseerde clubs degraderen ieder seizoen. De tweede Spaanse divisie is de Segunda División A met 22 clubs. Ieder jaar promoveren de twee hoogst geklasseerde clubs samen met de winnaar van de eindronde, gespeeld tussen de derde tot en met zesde van de eindrangschikking, naar de Primera División en zakken de vier laagst geklasseerde clubs. Onder de Segunda División A bevindt zich vanaf seizoen 2021-2022 de Primera Federación, die uit twee regionale groepen bestaat. Ieder jaar promoveren de twee kampioenen en plaatsen nummer twee tot en met nummer vijf zich voor de eindronde, de nog twee ploegen aanduidt voor promotie. De vijf laagst geklasseerde clubs uit elke groep degraderen naar de Segunda Federación (vervanger van Segunda División B). De vijfde Spaanse divisie is de Tercera Federación (vervanger van de Tercera División) met achttien regionale groepen. Promotie en degradatie vindt plaats via play-offs aan het einde van ieder seizoen. Onder de Tercera Federación beginnen de Spaanse amateurdivisies, waarvan de hoogste divisie meestal wordt aangeduid met Preferente.
Overigens dient opgemerkt te worden dat het eerste elftal en de reserve-elftallen, ook wel filialen genoemd, van Spaanse clubs in dezelfde "voetbalpiramide" zitten. In tegenstelling tot bijvoorbeeld in België, Nederland en Engeland is er geen apart competitiesysteem voor reserve-elftallen. De Spaanse regels maken het niet mogelijk dat een club met meer dan één team actief is in een bepaalde divisie.
| Niveau | División                                                                                 | División                                                                                 | División                                                                                 | División                                                                                 | División                                                                                 | División                                                                                 |
| ------ | ---------------------------------------------------------------------------------------- | ---------------------------------------------------------------------------------------- | ---------------------------------------------------------------------------------------- | ---------------------------------------------------------------------------------------- | ---------------------------------------------------------------------------------------- | ---------------------------------------------------------------------------------------- |
| 1      | Primera División 20 clubs                                                                | Primera División 20 clubs                                                                | Primera División 20 clubs                                                                | Primera División 20 clubs                                                                | Primera División 20 clubs                                                                | Primera División 20 clubs                                                                |
| 2      | Segunda División A 22 clubs                                                              | Segunda División A 22 clubs                                                              | Segunda División A 22 clubs                                                              | Segunda División A 22 clubs                                                              | Segunda División A 22 clubs                                                              | Segunda División A 22 clubs                                                              |
| 3      | Primera Federación (twee parallelle competities) 20 clubs per competitie                 | Primera Federación (twee parallelle competities) 20 clubs per competitie                 | Primera Federación (twee parallelle competities) 20 clubs per competitie                 | Primera Federación (twee parallelle competities) 20 clubs per competitie                 | Primera Federación (twee parallelle competities) 20 clubs per competitie                 | Primera Federación (twee parallelle competities) 20 clubs per competitie                 |
| 4      | Segunda Federación (vijf parallelle competities) 18 clubs per competitie                 | Segunda Federación (vijf parallelle competities) 18 clubs per competitie                 | Segunda Federación (vijf parallelle competities) 18 clubs per competitie                 | Segunda Federación (vijf parallelle competities) 18 clubs per competitie                 | Segunda Federación (vijf parallelle competities) 18 clubs per competitie                 | Segunda Federación (vijf parallelle competities) 18 clubs per competitie                 |
| 5      | Tercera Federación (achttien parallelle competities) in principe 20 clubs per competitie | Tercera Federación (achttien parallelle competities) in principe 20 clubs per competitie | Tercera Federación (achttien parallelle competities) in principe 20 clubs per competitie | Tercera Federación (achttien parallelle competities) in principe 20 clubs per competitie | Tercera Federación (achttien parallelle competities) in principe 20 clubs per competitie | Tercera Federación (achttien parallelle competities) in principe 20 clubs per competitie |
| 6      | Preferente (meerdere parallelle competities)                                             | Preferente (meerdere parallelle competities)                                             | Preferente (meerdere parallelle competities)                                             | Preferente (meerdere parallelle competities)                                             | Preferente (meerdere parallelle competities)                                             | Preferente (meerdere parallelle competities)                                             |

Verder zijn er is Spanje verscheidene bekertoernooien. De Copa del Rey is de jaarlijks gehouden Spaanse bekercompetitie voor clubs uit de Primera División, de Segunda A en de Primera División RFEF. De Copa Federación de España of Copa RFEF is een bekercompetitie voor clubs uit lagere divisies. Om de Supercopa de España wordt jaarlijks gespeeld tussen de landskampioen en de bekerwinnaar van dat jaar. In de jaren tachtig bestond nog een bekertoernooi, de Copa de la Liga, maar deze is inmiddels opgeheven.
Naast deze competities bestaan er ook nog de Liga Femenina, de hoogste competitie voor vrouwenvoetbal, de División de Honor, de hoogste divisie voor jeugdelftallen, en de División de Honor de Futsal, de hoogste zaalvoetbalcompetitie.

## Voetballers
In de beginjaren van het Spaanse voetbal speelden vooral veel Engelsen, die veelal lokaal als arbeiders werkten, bij de Spaanse clubs. Naarmate het voetbal populairder werd, gingen de lokale spelers overheersen. Nadat zowel FC Barcelona als Real Madrid in 1953 de Argentijn Alfredo Di Stéfano wilden contracteren en deze situatie tot grote conflicten leidde, nam de Spaanse voetbalbond een nieuwe wet aan: de aankoop van buitenlandse spelers werd verboden, met uitzondering van Di Stéfano. Naast het conflict tussen FC Barcelona en Real Madrid waren ook de slechte prestaties van het nationaal elftal een reden om de buitenlanders te weren. Uiteindelijk tekende Di Stéfano bij Real Madrid en buitenlandse spelers waren gedurende vele jaren niet meer toegestaan in de Spaanse competitie. Zogenoemde oriundos, Latijns-Amerikaanse voetballers van Spaanse afkomst, en genaturaliseerde spelers waren wel welkom. Hierdoor waren er met onder meer Ladislao Kubala, Evaristo de Macedo, Eulogio Martínez, Julio César Benítez, Alfredo Di Stéfano, Ferenc Puskás en Héctor Rial nog verschillende voetballers van buitenlandse afkomst actief in het Spaanse voetbal. Vanaf 1973 werd toegestaan dat er bij iedere club maximaal twee niet-oriundi buitenlanders mochten meespelen, waardoor onder andere Johan Cruijff en Johan Neeskens in Spanje konden voetballen. Later werd deze regel uitgebreid tot een maximum van drie buitenlanders.
Door het Bosman-arrest in 1995 kwam er vrij verkeer van voetballers van binnen de Europese Unie en vielen veel restricties weg. Vele buitenlandse voetballers trokken naar Spanje en in 2003 werd daarom een maximum van vier spelers van buiten de Europese Unie (zogenoemde extracomunitarios) per club ingesteld. Deze regel werd een jaar later aangescherpt tot een maximum van drie. Deze regel wordt massaal omzeild doordat veel Zuid-Amerikaanse voetballers op basis van hun afkomst in aanmerking komen voor een Spaans, Portugees of Italiaans paspoort.
Lange tijd leken Spaanse voetballers alleen in Spanje zelf succesvol te kunnen zijn. Luis Suárez was een van de weinige uitzonderingen hierop. De aanvaller, die in 1960 als eerste en tot 2024 toe enige geboren Spanjaard de Gouden Bal voor Europees voetballer van het jaar won, was in de jaren zestig zeer succesvol bij het Italiaanse Internazionale. Gevestigde namen als Gaizka Mendieta, Iván de la Peña, Alfonso Pérez en Josep Guardiola wisten het echter niet waar te maken bij Italiaanse en Franse topclubs. In de eerste jaren van de 21e eeuw bewezen onder meer Francesc Fàbregas, Xabi Alonso, Luis García, Mikel Arteta en Fernando Torres bij Engelse topclubs dat Spanjaarden wel degelijk ook buiten Spanje succesvol kunnen zijn.
Zie ook:
- Spaanse voetballers
- Lijst van buitenlandse voetballers in de Primera División
- Lijst van Spaanse voetballers in het buitenland

## Voetbal in Spanje per regio

De autonome regio’s en steden van Spanje

Spanje bestaat uit zeventien autonome regio's en twee autonome steden.

### Andalusië
De regio Andalusië is een van de belangrijkere regio's op voetbalgebied en dan vooral in de breedte. Het vorige seizoen was een zwakke aflevering voor de regio met alle degradaties uit het hoogste niveau.  Zowel Cádiz CF, Granada CF als UD Almería verloren hun plaats. Zo schieten tijdens het seizoen 2024-2025 enkel de twee ploegen uit Sevilla, Sevilla FC en Real Betis Balompié over Cádiz CF, UD Almería en de ploeg uit Granada. Bij de aanvang van het vermelde seizoen betekende dit de 81ste deelname voor regionale grootmacht Sevilla FC en Betis komt aan 59. Zowel Real Betis (1935) als Sevilla FC (1946) werden één keer landskampioen. De rivaliteit tussen beide clubs is bijzonder groot en onderlinge wedstrijden zijn na de duels tussen FC Barcelona en Real Madrid de meest beladen wedstrijden van Spanje.
Real Betis was in het seizoen 2005-2006 de eerste Andalusische club in de UEFA Champions League, Sevilla FC was in hetzelfde seizoen met winst van de UEFA Cup de eerste Andalusische club, die een Europese hoofdprijs won. In totaal zou Sevilla FC de beker zeven maal veroveren tijdens edities 2005-2006, 2006-2007, 2013-2014, 2014-2015, 2015-2016, 2019-2020 en 2022-2023.
Naast Sevilla FC en Real Betis, speelden tot aan het seizoen 2023-2024 nog tien andere Andalusische clubs in de Primera División: Granada CF (27 seizoenen waarvan 2023-2024 de laatste), CD Málaga (twintig seizoenen waarvan laatste 1989-1990, fusioneerde in 1994 met Atlético Malagueño en bekwam Málaga CF), Cádiz CF (16 seizoenen waarvan 2023-2024 de laatste), Málaga CF (dertien seizoenen waarvan laatste 2017-2018), Córdoba CF (negen seizoenen waarvan laatste 2014-2015), UD Almería (8 seizoenen waarvan 2023-2024 de laatste), de oudste nog bestaande club van het land Recreativo Huelva (vijf seizoenen waarvan laatste 2008-2009), Real Jaén (drie seizoenen waarvan laatste 1957-1958), het AD Almería (twee seizoenen waarvan 1980-1981 het laatste, failliet verklaard in de jaren 80 en werd opgevolgd door Club Polideportivo Almería, dat later fusioneerde met Almería CF om UD Almería te worden) en CD Xerez (één seizoen namelijk 2009-2010).
Door de degradaties van Cádiz CF, Granada CF als UD Almería en de promoties van Málaga CF en Córdoba CF heeft Andalusië vijf vertegenwoorders tijdens het seizoen 2024-2025 in de Segunda A.
De Primera Federación telt zeven vertegenwoordigers uit de meest Zuiderse Regio: Algeciras CF, Atlético Sanluqueño CF, de stijgers uit Sevilla, Real Betis B, Sevilla Atlético, stijger UD Marbella, Antequera CF en de oudste ploeg van het land, Recreativo Huelva. De groep IV van de Segunda Federación tellen met de drie filialen Cádiz CF B, UD Almería B en Club Recreativo Granada, CD Linares, San Fernando CD, Real Balompédica Linense, Atlético Antoniano, CD Estepona, Juventud Torremolinos CF, Xerez Deportivo en Xerez CD  elf vertegenwoordigers. De groepen 9 en 10 van de Tercera Federación vormen de lagere profcompetities van het Andalusische voetbal met als bekende ploegen onder andere El Palo FC, San Roque Lepe, Vélez CF, CD Ejido 2012, CD Utrera, Atlético Mancha Real en Real Jaén.
Het Andalusisch elftal is samen met het Catalaans en het Baskisch elftal een van de actievere regionale teams.

### Aragón
De regio Aragón heeft slechts één historisch club, Real Zaragoza, die meer en meer concurrentie begint te krijgen van SD Huesca. De club uit Zaragoza speelde voor de laatste keer tijdens seizoen 2012-2013 in de Primera División en komt zo aan achtenvijftig deelnames. Voor Huesca was dat het seizoen 2020-2021 en dit betekende haar tweede deelname.
Beide teams spelen tijdens seizoen 2024-25 in Segunda A.
Real Zaragoza won meerdere malen de Spaanse beker en het veroverde verder in 1964 en Jaarbeursstedenbeker en in 1995 de Europa Cup II.
Doordat SD Tarazona haar behoud tijdens het eerste seizoen na promotie afdwong en Andorra CF (deze ploeg van buiten Spanje wordt toegewezen tot deze regio) haar plaats in het professionele voetbal verloor, telt de regio tijdens seizoen 2024-2025 weer twee afgewaardigen in de Primera Federación.  CD Teruel, Utebo FC, Robres, nieuwkomer SD Ejea en het filiaal Deportivo Aragon zijn de vijf vertegenwoordigers in de Groep III van de Segunda Federación. De zeventiende groep van de Tercera Federación omvat de clubs uit Aragón, met als belangrijkste clubs CF Brea, AD San Juan, CD Ebro, SD Ejea en het filiaal SD Huesca B.

### Asturië
Tijdens het seizoen 2023-2024 wordt de regio Asturië niet vertegenwoordigd op het hoogste niveau. Sporting Gijón was tijdens het seizoen 2016-2017 de laatste vertegenwoordiger en kwam zo op tweeënveertig seizoenen. De laatste deelname van Real Oviedo dateert al van het seizoen 2000-2001 en hun teller staat op achtendertig seizoenen in de Primera División. Beide ploegen vertoeven tijdens het seizoen 2024-2025 in de Segunda A.
Geen enkele ploeg kon zich plaatsen voor de Primera Federación en voor Groep I van de Segunda Federación plaatsten zich met UP Langreo, Club Marino de Luanco, Real Avilés Club de Fútbol, en nieuwkomer UD Llanera in het totaal vier ploegen.
De tweede groep van de Tercera Federación is de competitie van de clubs uit Asturië, met als belangrijke club onder andere  Real Oviedo Vet., CD Covadonga, UC Ceares, Caudal Deportivo, CD Lealtad en het filiaal van Sporting Gijon.

### Balearen
De eilandengroep Balearen is vanaf het seizoen 2021-2022 opnieuw vertegenwoordigd in de Primera División door RCD Mallorca. Deze club speelt met seizoen 2024-2025 meegerekend in totaal al tweeëndertig seizoenen op het hoogste niveau. RCD Mallorca was in 1999 verliezend finalist in de Europacup II en won in 2003 de Copa del Rey.
In de Segunda A speelt door de degradatie op het einde van seizoen 2022-2023 van UD Ibiza geen ploeg uit de regio.
In de Primera Federación vinden we door de degradatie einde vorig seizoen van Club Deportivo Atlético Baleares enkel UD Ibiza terug. Deze ploeg was in de periodes 1951-1953 en 1961-1963 vier seizoenen actief in de Segunda División A en wordt daardoor gezien als de op een na belangrijkste club van de Balearen na RCD Mallorca. Die ploeg speelde twee seizoenen op het tweede niveau van het Spaanse voetbal. Ten slotte telt de Groep V van de Segunda Federación met Club Deportivo Atlético Baleares, SCR Peña Deportiva, CE Andratx en nieuwkomers Ibiza I. Pitiusas en RCD Mallorca B vijf ploegen uit de regio.
Groep 11 van de Tercera Federación bestaat volledig uit clubs van de eilandengroep, met als bekende teams Penya Independent, SD Formentera, UD Poblense en CD Manacor.

### Baskenland
Baskenland is traditioneel een van de belangrijkere Spaanse regio's op voetbalgebied. Dankzij de onmiddellijke terugkeer naar het hoogste niveau van  Deportivo Alavés wordt de regio tijdens het seizoen 2023-2024 in de Primera División vertegenwoordigd door slechts drie clubs: Athletic Bilbao, Real Sociedad en Deportivo Alavés. Athletic is samen met FC Barcelona en Real Madrid de enige club die gedurende alle drieënnegentig seizoenen van de Primera División in deze divisie actief was. De teller van Real Sociedad staat op zevenenzeventig jaargangen in de Primera División. Deportivo Alavés komt aan achttien seizoenen. Athletic domineerde in de jaren dertig de competitie en was tot het einde van de jaren vijftig een prominente club in de Spaanse beker. Zowel Athletic als Real Sociedad hadden hun laatste succesperiode in de jaren tachtig. Real Sociedad haalde in het seizoen 2002-2003 nog wel verrassend de tweede plaats in de Primera División. SD Eibar (zeven seizoenen tussen 2014 en 2021), Arenas Club de Getxo (zeven seizoenen tussen 1928 en 1935) en Real Unión de Irún (vier seizoenen tussen 1928 en 1932) zijn de andere Baskische clubs die op het hoogste niveau speelden.
Deportivo Alavés was in 2001 verliezend finalist in de UEFA Cup was.
Tijdens het seizoen 2022-2023 spelen SD Eibar en stijger SD Amorebieta in de Segunda A.
Met het filiaal van Real Sociedad, Real Unión de Irún en Sestao River Club spelen drie ploegen in de Primera Federación.  De regio is in de groep III van de Segunda Federación vertegenwoordigd door Athletic Bilbao, Arenas Club de Getxo, SD Gernika, Barakaldo CF, het filiaal van Deportivo Alavés en het tweede filiaal van Real Sociedad.
Groep 4 van de Tercera Federación vormt de lagere lokale competitie met clubs uit Baskenland, met Beasain KE, Club Portugalete en SD Leioa als belangrijkste clubs.
Het Baskisch elftal is samen met het Catalaans en het Andalusisch elftal een van de actievere regionale teams.

### Canarische Eilanden
Dankzij de promotie van UD Las Palmas zijn de Canarische Eilanden weer in de Primera División vertegenwoordigd. Dit betekent de vijfendertigste deelname voor Las Palmas.  Een andere ploeg die de eilanden dertien keer vertegenwoordigd heeft is CD Tenerife, waarvan de laatste maal tijdens het seizoen 2009-2010.
Tenerife speelde in het seizoen 1993-1994 en in het seizoen 1996-1997 Europees voetbal.
CD Tenerife speelt tijdens seizoen 2023-2024 in de Segunda A.
In de Primera Federación is de regio niet aanwezig en in de Segunda Federación vertegenwoordigen Atlético Paso, CD Mensajero en UD San Fernando de Canarische eilanden.
Een divisie lager wordt groep 12 van de Tercera Federación gevormd door de teams van de eilanden met belangrijke namen als UD Lanzarote, UD Villa de Santa Brígida, CD Marino, UD Tamaraceite, CF Panadería Pulido en het filiaal van UD Las Palmas.
De Canarische eilanden hebben een eigen voetbalbond: Federación Canaria de Fútbol. Onder deze federatie bevinden zich de voetbalbonden van de verschillende eilanden, zoals de Federación Interinsular de Fútbol de Las Palmas oftewel de voetbalbond van Las Palmas.

### Cantabrië
Door de degradatie op het einde van het seizoen 2011-2012 van Racing Santander verdween de enige ploeg uit de regio Cantabrië uit de Primera División. Het was de vierenveertigste en voorlopig laatste deelname op het hoogste niveau. Racing Santander is trouwens de enige Cantabrische club, die ooit in de Primera División speelde.
De ploeg was zelfs verder doorgezakt naar het derde niveau, met nog drie seizoenen in de Segunda División A gespeeld te hebben zijnde 2012-2013, 2014-2015 en 2019-2020. Op het einde van het seizoen 2021-2022 speelde de ploeg kampioen, zodat ze tijdens seizoen 2023-2024 op niveau van Segunda A spelen.
De Primera Federación telt tijdens het seizoen 2023-2024 geen vertegenwoordiger van deze regio. Gimnástica de Torrelavega, Rayo Cantabria en promovent Cayon spelen in groep II van de Segunda Federación.
De derde groep van de Tercera Federación vormen de lagere profcompetities met clubs uit Cantabrië, waaronder CD Laredo, CD Naval en CD Tropezon als meest bekenden.

### Castilië-La Mancha
Castilië-La Mancha is de zwakste Spaanse regio op voetbalgebied. Albacete Balompié is de enige club uit de regio die ooit in de Primera División speelde. In totaal was de club zeven seizoenen actief op het hoogste niveau, voor het laatst in het seizoen 2005-2006.
De ploeg uit Albacete speelt tijdens het seizoen 2023/24 op het niveau van de Segunda A.
De regio is niet vertegenwoordigd in de Primera Federación.  De Segunda Federación is bevolkt door vier ploegen uit de regio, CF Talavera de la Reina, CD Guadalajara,CD Manchego Ciudad Real en CD Illescas.
Groep 18 van de Tercera Federación is de competitie met de clubs uit de regio Castilië-La Mancha, met UD Socuéllamos UB Conquense, La Roda CF, CP Villarrobledo, Villarublia CF en CD Toledo als meest bekende ploegen.

### Castilië en León
Door de degradatie van Real Valladolid op het einde van het seizoen 2022-2023, is de regio niet meer vertegenwoordigd op het niveau van de Primera División. Zes clubs uit Castilië en León speelden ooit in de Primera División: Real Valladolid (zesenveertig seizoenen met laatste deelname 2022/2023), het ontbonden UD Salamanca (twaalf seizoenen met laatste deelname 1998/1999), het failliete en terug opgestarte Burgos CF (zes seizoenen met laatste deelname 1992/1993), CD Numancia (vier seizoenen met laatste deelname 2008/2009), het failliete en terug opgestarte Real Burgos (drie seizoenen met laatste deelname 1992/1993) en Cultural Leonesa (één seizoen tijdens de editie 1955/1956).
Real Valadolid kende ook twee korte deelnames aan de UEFA cup en dat tijdens de seizoenen 1984-1985 en 1997-1998.
In de Segunda A speelt tijdens seizoen 2023-2024 Real Valladolid, CD Mirandés en Burgos CF.
De Primera Federación telt drie vertegenwoordigers: SD Ponferradina, Unionistas de Salamanca CF en Cultural Leonesa. De Segunda Federación telt met CD Numancia, CD Guijuelo, Gimnástica Segoviana, Zamora CF, Arandina CF en het filiaal van Real Vallodolid zes vertegenwoordigers.
Groep 8 van de Tercera Federación vormt de lagere profcompetitie met clubs uit Castilië en León. In deze reeks vinden we Salamanca CF, Palencia Cristo en de B-ploeg van Burgos CF terug als meest bekende ploegen.

### Catalonië

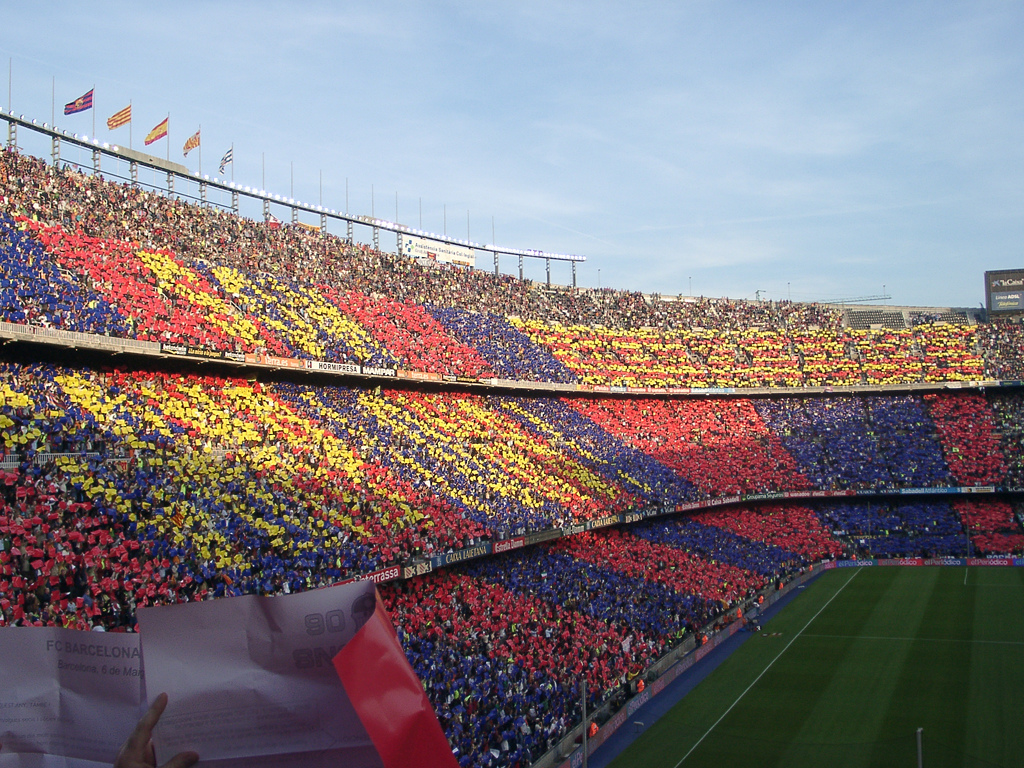
Camp Nou, het stadion van FC Barcelona

Catalonië geldt traditioneel als een van de sterkere regio's op voetbalgebied. De Campionat de Catalunya was de eerste voetbalcompetitie van Spanje en de competitie bestaat nog steeds, zij het in een andere vorm dan vroeger. Door de degradatie van RCD Espanyol spelen er vanaf seizoen 2023-2024 maar twee Catalaanse ploegen in de Primera División: FC Barcelona en Girona FC. FC Barcelona is na Real Madrid de meest succesvolle Spaanse voetbalclub met meerdere nationale en internationale prijzen. De club speelt sinds de oprichting van de Primera División op het hoogste niveau. Voor Girona FC betekent dit de vierde deelname. Zes andere clubs uit de regio waren ook op het hoogste Spaanse niveau actief: RCD Espanyol (zevenentachtig seizoenen met als laatste deelnamen 2022-2023, voorts won reeds meerdere malen de Copa del Rey) CE Sabadell (vijftien seizoenen met als laatste deelname 1987-1988), Gimnàstic de Tarragona (vier seizoenen met als laatste deelname 2006-2007), CE Europa (drie seizoenen tijdens periode 1928-1931), het ontbonden UE Lleida (twee seizoenen met als laatste deelname 1993-1994) en het verdwenen Condal Barcelona (één seizoen 1956-1957).
In de Segunda A wordt de regio tijdens het seizoen 2023-2024 vertegenwoordigd door RCD Espanyol.
Het filiaal van FC Barcelona, CE Sabadell, Gimnàstic de Tarragona en UE Cornellà zijn de vier vertegenwoordigers uit Catalonië in Primera Federación.  De Groep III van de Segunda Federación herbergt met het filiaal van Espanyol, CE Manresa, Lleida Esportiu, CF Badalona, Terrassa FC, Cerdanyola FC, CE Europa en UE Sant Andreu acht Catalaanse teams.
De Tercera Federación is de eerste divisie met alleen Catalaanse clubs met onder andere als belangrijke clubs AE Prat, UE Olot, FC Villafranca en CE L'Hospitalet. De Primera Divisió Catalana is de eerste Catalaanse amateurdivisie.
Net als veel andere Spaanse regio's heeft Catalonië ook een eigen voetbalbond, de Federació Catalana de Futbol (FCF), en een eigen vertegenwoordigend elftal. Waar de meeste regionale elftallen voornamelijk tegen "kleinere" voetballanden spelen, had het Catalaans elftal de afgelopen jaren met Brazilië (2002, 2004) en Argentinië (2004) tegenstanders van wereldformaat.

### Extremadura
Sinds seizoen 2020-2021 vertegenwoordigt geen enkele ploeg de regio op het professionele voetbal. Extramadura is samen met La Rioja en de autonome steden Ceuta en Melilla in deze situatie.
Mérida UD (1995-1996, 1997-1998) en CF Extremadura (1996-1997, 1998-1999) zijn de twee clubs uit de regio Extremadura die in de Primera División speelden. Beide zijn ontmanteld na financiële problemen.
Het in 2007 gestichte maar in 2022 failliet gegane Extremadura UD speelde tijdens de seizoenen 2018-2020 voor de eerste maal in Segunda A.
De Primera Federación huisvest tijdens het seizoen 2023-2024 enkel één ploeg uit de streek: Mérida AD.  CD Badajoz, CF Villanovense, CP Cacereño, UD Montijo en nieuwkomer AD Llerenense zijn de vijf ploegen, die in Groep IV van de Segunda Federación actief zijn.
In de veertiende groep van de Tercera Federación spelen de volgende belangrijke ploegen: CD Don Benito, CD Coria, CD Diocesano, Jerez CF en Arroyo CP.

### Galicië
Celta de Vigo is tijdens het seizoen 2023-2024 de enige vertegenwoordiger van Galicië. De ploeg is aan zijn achtenvijftigste deelname bezig. Deportivo La Coruña is met zesenveertig deelnames op hoogste niveau, één landstitel (2000) en twee Spaanse bekers (1995, 2002) de succesvolste Galicische club. Pontevedra CF (zes seizoenen waarvan laatste 1996-1997) en SD Compostela (vier seizoenen waarvan laatste 1997-1998) waren ook actief in de Primera División.
Op het tweede niveau van het Spaans voetbal, Segunda A, is de streek vertegenwoordigd door stijger Racing Ferrol.
De Primera Federación bevat vier ploegen: degradant CD Lugo, Deportivo La Coruña, de B ploeg van Celta de Vigo en stijger CD Arenteiro. Pontevedra CF, Coruxo FC, SD Compostela, Ourense CF, RC Villalbés en de B-ploeg van Deportivo, Deportivo Fabril genoemd, zijn de zes vertegenwoordigers in Groep I van de Segunda Federación.
De eerste groep van de Tercera Federación vormt de lagere lokale competitie met onder andere Bergantiños FC, Arosa SC, Ourense UD, UD Somozas, CR Bouzas en de B-ploeg van CD Lugo, Polvorin FC genaamd, als belangrijke clubs uit deze regio.

### La Rioja
De regio La Rioja heeft door de degradatie van debutant UD Logroñés uit de Segunda A vanaf seizoen 2021-2022 geen vertegenwoordiger meer in het professioneel voetbal.  Enkel het verdwenen CD Logroñés (negen seizoenen) speelde op het hoogste niveau en dit voor de laatste maal tijdens het seizoen 1996-1997.
La Rioja is samen met Cantabrië, Castilië-La Mancha, Extramadura en de autonome steden Ceuta en Melilla in deze situatie.
Enkel SD Logroñés vertoeft tijdens het seizoen 2023-2024 in de Primera Federación. De Groep II van de Segunda Federación heeft UD Logroñés, CD Calahorra en Náxara CD in haar rangen.
In de zestiende groep van de Tercera Federación vinden we de ploegen uit deze streek.  Blangrijke ploegen zijn het B elftal van UD Logroñés, Racing Rioja en Club Haro Deportivo.

### Madrid

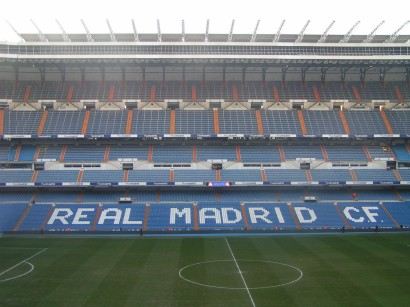
Estabio Bernabeú, het stadion van Real Madrid

Madrid is een van de betere autonome regio's in Spanje op voetbalgebied. De bekendste club uit de regio is Real Madrid uit de hoofdstad Madrid, de meest succesvolle Spaanse club in de historie. De ploeg speelde de drieënnegentig seizoenen van de Primera División. Een andere bekende club is Atlético Madrid, dat eveneens verschillende nationale en internationale prijzen wist te winnen en na FC Barcelona en Real Madrid de meest succesvolle Spaanse voetbalclub is. De ploeg speelde in totaal zevenentachtig maal op het hoogste niveau.
Tijdens seizoen 2023-2024 zijn er nog twee andere teams uit de autonome regio Madrid in de Primera División actief, Rayo Vallecano (eenentwintig seizoenen) en Getafe CF (negentiende seizoen). Ook CD Leganés speelde vier seizoenen op het hoogste Spaanse niveau, waarvan 2019-2020 het laatste was.
In de Segunda A speelt tijdens seizoen 2022-2023 CD Leganés en het gepromoveerde AD Alcorcón.
De vier voetbalteams uit Madrid in de Primera Federación zijn naast het B-elftallen Real Madrid Castilla en Atlético Madrid B de volgende twee clubs: CF Fuenlabrada en Rayo Majadahonda. CDA Navalcarnero, AD Unión Adarve, UD San Sebastián de los Reyes en stijgers CD Ursaria en B elftal van Getafe CF zijn de vijf vertegenwoordigers in Groep I van de Segunda Federación.
Nog lager komen de clubs uit Madrid uit in de Tercera Federación met CD Móstolés, RSD Alcalá, CD Las Rozas en de B-elftallen van CD Leganés en AD Alcorcón als bekendste teams. Daaronder bevinden zich de Categoría Preferente de Aficionados de la Comunidad de Madrid Grupo 1 en Grupo 2 als hoogste Madrileense amateurdivisies.
De autonomistische regio Madrid heeft geen vertegenwoordigend elftal op het allerhoogste niveau, wel verscheidene jeugdcategorieën en vrouwenteams. Deze staan allen onder controle van de Federación Fútbol de Madrid, de voetbalbond van Madrid.

### Murcia
Murcia heeft tijdens seizoen 2023-2024 geen vertegenwoordiger in de Primera División, maar in de Segunda A vertegenwoordigt FC Cartagena de regio op het professionele toneel. Op deze manier neemt de ploeg uit de havenstad de fakkel over van de ploeg uit de hoofdstad. Real Murcia vertegenwoordigde de regio Murcia in de Primera División tot 2008 en het is de enige club uit de regio, die uitkwam op het hoogste niveau van het Spaanse voetbal. In totaal speelde de club achttien seizoenen op dit niveau. De Segunda División A werd bevolkt door hetzelfde Real Murcia (degradatie wegens financiële problemen 2013-2014), FC Cartagena (2009-2012 en sinds 2020), Lorca Deportiva (2006-2007), Ciudad de Murcia (2003-2007), UCAM Murcia CF (2016-2017), Lorca FC (2017-2018), Cartagena FC (mede-oprichter van de reeks en vijftien seizoenen aanwezig tussen 1928 en 1988). Cartagena FC kwam na het seizoen 1994-1995 in financiële problemen en speelt vanaf seizoen 2019-2020 weer in Tercera División. Ciudad de Murcia werd in 2007 opgeheven en verhuisde naar Granada, terwijl Lorca Deportiva door financiële problemen administratief degradeerde op het einde van het seizoen 2008-2009 en in 2012 failliet ging.
In de Primera Federación vertegenwoordigt Real Murcia de regio. UCAM Murcia CF, Mar Menor FC, Yeclano Deportivo,het filiaal van FC Cartagena, kampioen Águilas FC en stijger La Unión CF spelen in Groep V van de Segunda Federación.
De dertiende groep van de Tercera Federación omvat de clubs uit de regio Murcia, waarvan de meest bekende onder andere Atlético Pulpileño, CF Lorca Deportiva en FC Jumilla zijn.
Sinds 2005 heeft Murcia een vertegenwoordigend elftal dat twee wedstrijden heeft gespeeld (1-1 tegen Litouwen en 3-0-overwinning tegen Ecuador).
Een vertegenwoordigend elftal bestaat er ook voor de gemeente Cartagena dat in februari 2007 haar eerste wedstrijd speelde tegen de Faeröer dat eindigde in 0-0.

### Navarra
Navarra heeft slechts één prominente club, CA Osasuna. Dankzij de promotie op het einde van het seizoen 2018-2019 speelt de club tijdens het seizoen 2023-202 haar tweeënveertigste seizoen in de Primera División met een vierde plaats tijdens de seizoenen 1991/1992 en 2005/2006 als beste resultaat.
In de Segunda División A spelen geen clubs uit Navarra.
Daarentegen heeft de Primera Federación één vertegenwoordiger met het tweede elftal van CA Osasuna en Groep II van de Segunda Federación vier vertegenwoordigers met CD Tudelano, CD Izarra, UD Mutilvera en CD Valle de Egüés. Groep 15 van de Tercera Federación omvat de competitie van de clubs uit Navarra met Atlético Cirbonero, Peña Sport FC en CF Ardoi Fe als belangrijkste clubs.

### Valencia

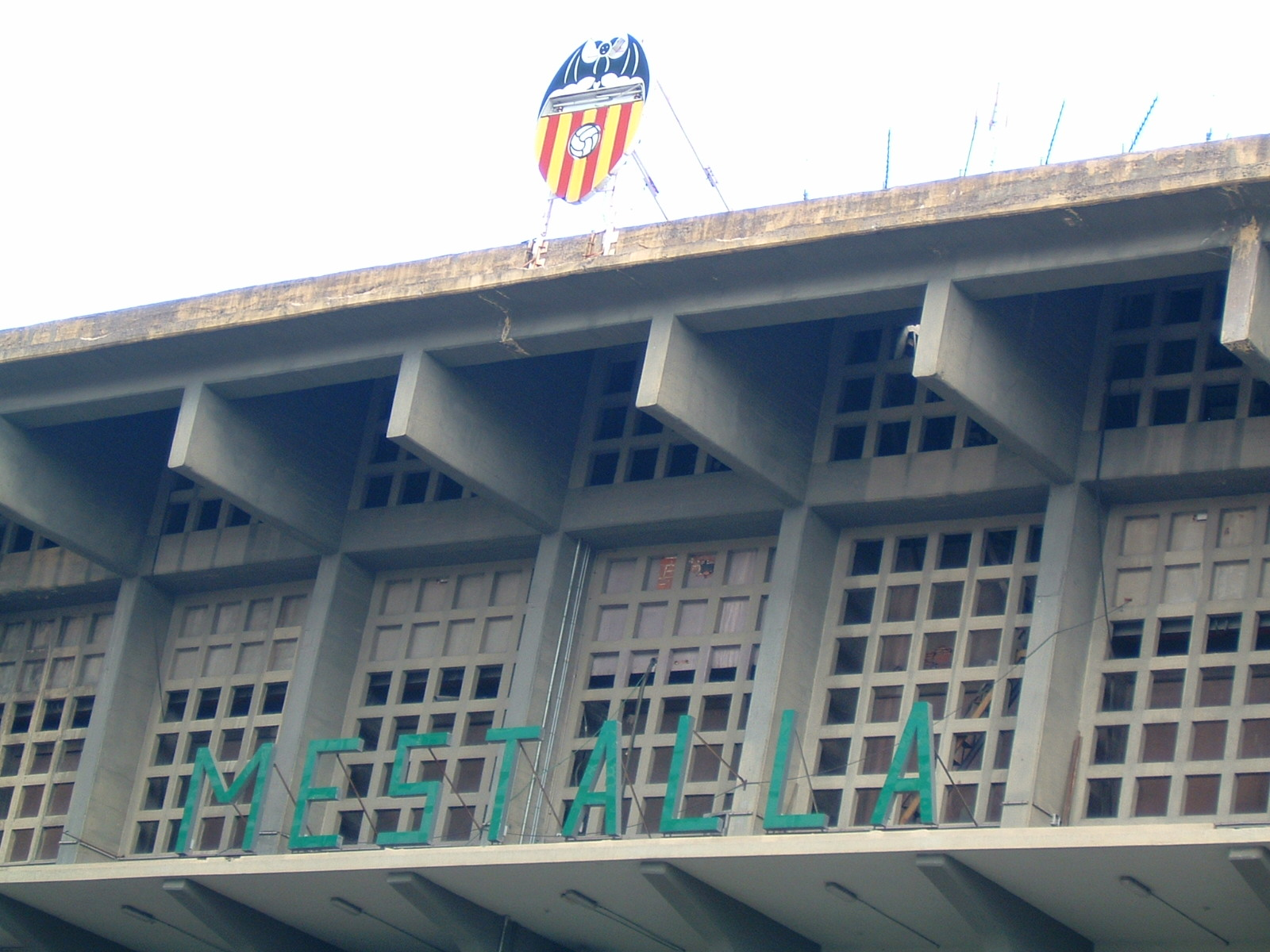
Mestalla, het stadion van Valencia CF

Door de degradatie van Elche CF is de regio Valencia tijdens het seizoen 2023-2024 nog maar met twee clubs vertegenwoordigd in de Primera División: Valencia CF en Villarreal CF. Valencia CF is zonder twijfel de beste club van de regio. De club speelt al negenentachtig seizoenen op het hoogste niveau, werd zes keer Spaans landskampioen en won meerdere Europese prijzen. Villarreal CF speelt vierentwintig seizoenen in de Primera División en heeft zich aan het begin van de 21e eeuw gevestigd als een subtopper. De club haalde in 2006 bovendien de halve finale van de UEFA Champions League en won in 2021 de UEFA Europa League. Naast deze twee ploegen speelden ook Elche CF (vierëntwintig seizoenen waarvan seizoen 2022-2023 de laatste), Hércules CF(twintig seizoenen waarvan seizoen 2010-2011 het laatste), Levante UD (zestien seizoenen waarvan seizoen 2021-2022 het laatste), CD Castellón (elf seizoenen waarvan 1990-1991 het laatste) en CD Alcoyano (vier seizoenen waarvan 1950-1951 het laatste) in de Primera División.
De regio is dit seizoen vertegenwoordigd door Elche CF, Levante UD, het filiaal Villarreal CF B en CD Eldense in de Segunda A.
In de Primera Federación vinden we drie vertegenwoordigers uit de regio: CD Castellón, CD Alcoyano en CF Intercity. La Nucia, Hércules CF, UD Alzira, Atlético Saguntino, Orihuela CF, Torrent en het filiaal Valencia CF B zijn de zeven vertegenwoordigers in Groep V van de Segunda Federación.
In de zesde groep van de Tercera Federación vinden we de clubs uit de regio Valencia, die actief zijn in de lagere Spaanse profcompetities. Bekende ploegen zijn onder andere het filiaal Levante UD, Atzeneta UE en CF Gandia.

### Ceuta en Melilla
De autonome steden Ceuta en Melilla, beide tegen Marokko gelegen, zijn, net als de regio's Extramadura en La Rioja niet vertegenwoordigd in de twee hoogste Spaanse divisies. In de Primera Federación verdedigen AD Ceuta FC en UD Melilla tijdens seizoen 2023-2024 de eer van de twee autonome steden.  Geen ploeg is actief in de Segunda Federación.
De enige Spaans-Marokkaanse club die ooit in de Primera División heeft gespeeld is Atlético Tetuán in het seizoen 1950-1951. In 1956 werd deze club gesplitst in de Marokkaanse club Moghreb Athletic Tétouan en een club die met Sociedad Deportiva Ceuta fuseerde tot Atlético Ceuta. Laatstgenoemde club speelt in de Tercera Federación. Beide steden spelen samen met de Andalusische clubs in respectievelijk de tiende en de negende groep van de Tercera Federación.

## Media
Als grootste sport in Spanje neemt voetbal in de media een prominente plaats in. Wedstrijden van het nationaal elftal, de Primera División en de Europese toernooien worden over het algemeen uitgezonden op de publieke zenders van RTVE. Iedere uitzending van het journaal (Telediario) van RTVE omvat tevens een sportgedeelte. Ook lokale zenders zoals het Catalaanse TV3 zijn in het bezit van de uitzendrechten van voetbalwedstrijden. Naast de sportkaternen in de algemene kranten, zijn er in Spanje ook meerdere sportkranten die dagelijks uitkomen. Het zwaartepunt in deze sportkranten ligt over het algemeen op voetbal. Bekende sportkranten zijn El Mundo Deportivo en Sport uit Barcelona en Marca en AS uit Madrid. Daarnaast is er nog een voetbaltijdschrift, Don Balón, dat wekelijks wordt uitgegeven.